# María Antonia de Fuentes
María Antonia Martínez de Fuentes (7 de marzo de 1958, San Pedro Sula, Honduras), es una periodista hondureña, directora de periódicos de alcance nacional en su país.

## Trayectoria
María Antonia de Fuentes es licenciada en periodismo con un postgrado en la Universidad de Navarra y una maestría en Periodismo Digital de la Universidad Carlos III y Universidad de Barcelona. Ejerció la docencia universitaria en la Universidad de San Pedro Sula y en la Universidad Nacional Autónoma de Honduras.
Fungió como directora ejecutiva del diario El Heraldo (2002-2008) y del diario La Prensa (2008-2020), de Honduras, retirándose de los medios de comunicación en 2020, luego de 30 años de ejercicio. 

Es coautora del Manual de Estilo Multimedia, y destacó cuando en 2011, bajo su dirección, el diario La Prensa introdujo su política para el tratamiento del material gráfico vinculado a hechos de violencia, a fin de “combatir el sensacionalismo por considerarlo una práctica que abusa de la libertad de expresión y daña la credibilidad del medio periodístico que lo usa”. Esa política prohíbe la publicación de imágenes de cadáveres, a excepción de cuando se trate “de eventos cuya magnitud noticiosa lo haga necesario y siempre que sea en beneficio del lector”. La iniciativa fue respaldada por numerosas personalidades.
En 1997 la Universidad de la Florida le otorgó el Premio de Excelencia Periodística. En 2015 recibió el Premio Álvaro Contreras del Colegio de Periodistas de Honduras.